# Американски предприемачески институт
Американският предприемачески институт за изследване на публичната политика (на английски: American Enterprise Institute for Public Policy Research), накратко Американски предприемачески институт (American Enterprise Institute, AEI) е десноцентриски изследователски институт със седалище във Вашингтон, който се представя като фабрика за идеи (think tank).
Независимата организация с нестопанска цел се финансира от дарения на физически лица, предприятия и фондации. Институтът поддържа над 50 постоянни сътрудници, наричани Fellows, основно известни икономисти, юристи и политолози. На тях се приписва, че имат решаващо значение особено за външната политика на САЩ.
Публикациите на Американския предприемачески институт покриват голям спектър от теми, като всяка година се изготвят множество книги, статии и доклади, собствено политическо списание („The American Enterprise“), организират се много мероприятия. Ключови теми за АПИ са небюрократичната и обърната към гражданите държава, свободното предприемачество, ограничаване на регулацията на пазара, националната отбрана, силна външна политика и защита на културните ценности.

## История
Американският предприемачески институт е основан през 1943 г. от Люис Браун (Lewis H. Brown) с цел възпрепятстване на вмешателството на държавата в икономиката в хода на Втората световна война. Основателят – антикомунист и милитарист, противопоставя идеята за либералния пазар на битуващите идеи за прераздаване на картите (New Deal).
По времето на Никсън и Форд институтът се политизира, присъединявайки се към неоконсервативното движение. AEI се развива по това време като една от водещите фабрики за идеи (аналитични центрове). През 1970-те с института си сътрудничат стратези на неоконсерватизма, предимно Ървин Кристъл (Irving Kristol) и Ричард Пърл (Richard Perle). Председател на института става Кристофър де Мът (Christopher deMuths), бивш личен асистент на републиканския президент Никсън и съветник на Рейгън.
При управлението на Джордж Уокър Буш членове на Американския предприемачески институт се считат за „архитекти“ на военната външна политика на САЩ, особено на Война войната в Ирак.
На 17 май 2006 г. швейцарско онлайн издание съобщава, че Аян Хирси Али, защитничка на правата на жените и критичка на исляма, ще се премести да живее в САЩ и да работи за AEI.
На 2 февруари 2007 американския ежедневник „Дъ Гардиън“ твърди, че AEI издирва учени, които да опровергаят доклада на ООН за климата, които щели да бъдат възнаградени със 10 000 щатски долара.

## Личности
- Richard Perle
- Michael Fumento
- Newt Gingrich
- Lee Raymond, изпълнителен директор на ExxonMobil
- Bill Schneider, политически репортер на Си Ен Ен
- Michael Ledeen, замесен в Иранската афера при Рейгън
- Michael Novak
- Lynne Cheney, съпруга на вицепрезидента на САЩ Дик Чейни
- John Lott, Jr.
- Christina Hoff Sommers
- Fred Thompson
- Jeane Kirkpatrick
- Радослав Сикорски (р. 1963), полски политик